# 고국원왕
고국원왕(故國原王, ? ~ 371년 11월 17일(음력 10월 23일, 율리우스력 11월 16일), 재위: 331년 ~ 371년)은 고구려의 제16대 국왕이다. 국강상왕(國罡上王)이라고도 한다. 이름은 사유(斯由) 또는 쇠(釗)이며 미천왕의 아들이다. 백제 근초고왕과의 전투중에 전사하였다.

## 생애
미천왕(美川王)과 왕비 주씨(周氏)의 아들로, 언제 태어났는지는 기록되어 있지 않다.
314년(미천왕 14년) 봄 정월에 태자에 책봉되었고, 331년 음력 2월에 미천왕의 뒤를 이어 즉위하였다.
334년에 평양성을 증축하였고, 335년에는 신성(新城)을 쌓았으며, 342년에는 환도성과 국내성을 증축하는 등 변경의 방비를 강화하였다. 또한 전연(前燕)을 견제하기 위해 336년과 343년에 걸쳐 동진(東晉)에 사신을 파견하기도 하였다.

### 전연과의 전쟁
오호 십육국 시대 선비족 모용부의 수장 모용외가 333년에 사망하자, 모용외의 아들 모용황이 모용부의 대인(大人)이 되었다. 모용황의 아우인 모용인(慕容仁)이 반란을 일으켰으나 실패하자, 고국원왕은 336년에 망명해온 곽충(郭充)과 동수(佟壽)를 맞아들였다. 338년에 전연과 후조(後趙) 사이에 전쟁이 시작되자, 후조와 내통하였던 봉추(封抽)·송황(宋晃) 등이 망명을 요청해 그들을 받아들였다.
339년에 전연(前燕)이 쳐들어와 신성(新城)에 이르렀다. 고국원왕이 동맹을 청하자 전연은 물러갔다. 이때 맺은 동맹 관계에 따라, 340년에 전연에 조회 (정치)하기도 하였다. 342년 겨울에 모용황은 용성(龍城)으로 천도한 후, 대군을 이끌고 고구려로 쳐들어왔다. 모용황은 왕우가 이끄는 1만 5천의 소수 군대를 평탄한 북쪽 길로 보내고, 자신은 한수와 함께 5만 대군을 이끌고 험난한 남쪽 길을 택해 공격하는, 기만전술을 썼다. 하지만 이를 알아채지 못한 고국원왕은 북쪽으로 왕제 무(武)가 이끄는 정병 5만을 파견하고, 자신은 소수의 군대로 남쪽을 지켰다. 결국, 남쪽 전투에서 크게 패한 고구려군 중에서 장군 아불화도가(阿佛和度加)가 전사하고, 환도성(위나암성)이 함락되었으며, 고국원왕은 단신으로 단웅곡(斷熊谷)으로 피신하였다.
고국원왕을 추격한 전연군은 모후 주씨(周氏)와 왕비를 포로로 잡았으나, 북쪽 길에서 고국원왕의 동생 무(武)의 군대를 만나 크게 패하여 퇴각하였다. 전연군은 퇴각하는 길에 고구려 백성 5만 명을 잡아갔을 뿐만 아니라, 고국원왕의 부왕인 미천왕의 왕릉을 파헤쳐 미천왕의 시신까지 가져가는 만행을 저질렀다.
343년에 고국원왕은 동생 무(武)를 보내 전연에 신하의 예를 갖추고, 부왕인 미천왕의 시신을 돌려받았으며, 그 해 평양의 동황성(東黃城)으로 거처를 옮겼다. 345년에 전연이 모용각(慕容恪, ?~367)을 보내 남소성(南蘇城)이 함락되었으며, 349년에는 전연의 망명자였던 송황(宋晃)을 전연으로 송환하였다.
355년에 고국원왕은 전연에 간청하여 모후 주씨(周氏)를 돌려받는 한편, 전연으로부터 정동대장군 영주자사 낙랑공 고구려왕(征東大將軍 營州刺史 樂浪公 高句麗王)에 책봉되었다. 이후 전연은 전진(前秦)의 공격을 받아 쇠퇴하였으며, 370년에 멸망하였다. 이때 고국원왕은, 고구려로 도망쳐온 태부 모용평을 체포하여 전진에 송환함으로써, 전진과 우호관계를 수립하였다.

### 백제와의 전쟁
369년에 백제가 마한을 정복하러 간 틈을 타, 고국원왕은 보·기병 2만 명을 이끌고 치양성(雉壤城, 현 황해남도 배천군, 구 모로성)으로 진격하였다. 그러나 근초고왕의 말 말굽을 상하게 한 죄를 짓고 고구려로 달아났던 백제인 사기(斯紀)가 다시 백제에 투항하여, ‘고구려의 군사가 많기는 하나 모두 숫자만 채운 허세일 뿐 날래고 용감한 자들은 붉은 깃발의 군대뿐’이라는 고구려의 군사정보를 백제의 근구수 태자에게 알려주었다. 이에 고구려군의 주력부대는 백제군의 집중공격을 받고 무너져 내려 5000여명의 피해를 입고 고국원왕은 목적을 달성하지도 못하고 오히려 백제에게 수곡성(水谷城: 지금의 황해도 신계군)까지 영토를 내주고 말았다. 371년에 고국원왕은 복수를 위해 군사를 일으켜 백제에 재침공하였다. 하지만 패하(浿河; 대동강) 강가에 군사를 매복한 근초고왕이 기습적으로 공격하자, 고구려군은 크게 패하고 말았다. 기세를 탄 근초고왕은 동년 10월에 정예 군사 3만을 이끌고 평양성으로 진격해 왔고, 고구려군은 이를 어렵게 물리쳤으나 고국원왕이 전사하고 말았다. 고국원왕은 고국(故國)의 들(原)에 장사지내졌다.

## 가족 관계
- 아버지 : 미천왕(美川王, ? ~331) - 제15대 국왕
- 어머니 : 왕후 주씨(王后 周氏) - 342년에 모용황(慕容皝)에게 미천왕의 시신과 함께 포로로 끌려가 355년까지 인질로 고초를 겪었다.
  - 동생 : 고무(高武)
  - 왕비 : 미상 - 342년에 모용황(慕容皝)에게 미천왕의 시신과 함께 포로로 끌려가 355년까지 인질로 고초를 겪었다.
    - 장남 : 소수림왕(小獸林王, ? ~384) - 제17대 국왕
    - 차남 : 고국양왕(故國壤王, ? ~391) - 제18대 국왕
      - 손자 : 광개토대왕(廣開土王, 374~412) - 제19대 국왕

## 기년, 연호
| 고국원왕 | 원년   | 2년    | 3년    | 4년    | 5년    | 6년    | 7년    | 8년    | 9년    | 10년   | 11년   | 12년   | 13년   | 14년   | 15년   |
| 서력     | 331년  | 332년  | 333년  | 334년  | 335년  | 336년  | 337년  | 338년  | 339년  | 340년  | 341년  | 342년  | 343년  | 344년  | 345년  |
| 단기     | 2664년 | 2665년 | 2666년 | 2667년 | 2668년 | 2669년 | 2670년 | 2671년 | 2672년 | 2673년 | 2674년 | 2675년 | 2676년 | 2677년 | 2678년 |
| 간지     | 신묘   | 임진   | 계사   | 갑오   | 을미   | 병신   | 정유   | 무술   | 기해   | 경자   | 신축   | 임인   | 계묘   | 갑진   | 을사   |
| 고국원왕 | 16년   | 17년   | 18년   | 19년   | 20년   | 21년   | 22년   | 23년   | 24년   | 25년   | 26년   | 27년   | 28년   | 29년   | 30년   |
| 서력     | 346년  | 347년  | 348년  | 349년  | 350년  | 351년  | 352년  | 353년  | 354년  | 355년  | 356년  | 357년  | 358년  | 359년  | 360년  |
| 단기     | 2679년 | 2680년 | 2681년 | 2682년 | 2683년 | 2684년 | 2685년 | 2686년 | 2687년 | 2688년 | 2689년 | 2690년 | 2691년 | 2692년 | 2693년 |
| 간지     | 병오   | 정미   | 무신   | 기유   | 경술   | 신해   | 임자   | 계축   | 갑인   | 을묘   | 병진   | 정사   | 무오   | 기미   | 경신   |
| 고국원왕 | 31년   | 32년   | 33년   | 34년   | 35년   | 36년   | 37년   | 38년   | 39년   | 40년   | 41년   |        |        |        |        |
| 서력     | 361년  | 362년  | 363년  | 364년  | 365년  | 366년  | 367년  | 368년  | 369년  | 370년  | 371년  |        |        |        |        |
| 단기     | 2694년 | 2695년 | 2696년 | 2697년 | 2698년 | 2699년 | 2700년 | 2701년 | 2702년 | 2703년 | 2704년 |        |        |        |        |
| 간지     | 신유   | 임술   | 계해   | 갑자   | 을축   | 병인   | 정묘   | 무진   | 기사   | 경오   | 신미   |        |        |        |        |

## 고국원왕이 등장하는 작품
- 《근초고왕》, (KBS, 2010년~2011년, 배우 : 이종원)

### 뮤지컬
- 《안악지애사》 - 고국원왕이 아버지 미천왕의 시신을 되찾아 안악 3호분을 만들었으리라는 역사적 상상력을 바탕으로 만들어진 뮤지컬

## 같이 보기
- 한국의 역사
- 삼국 시대
- 백제
  - 비류왕 (304년~344년)
  - 계왕 (344년~346년)
  - 근초고왕 (346년~375년)
- 신라
  - 흘해 이사금 (310년~356년)
  - 내물 이사금 (356년~402년)
- 가야
  - 거질미왕 (291년~346년)
  - 이시품왕 (346년~407년)